# Andrew Douglas (athlétisme)
Pour les articles homonymes, voir Andrew Douglas et Douglas.
Andrew « Andy » Douglas, né le 19 décembre 1986 dans le comté de Caithness, est un coureur de fond britannique spécialisé en course en montagne. Il a remporté la Coupe du monde de course en montagne en 2015 et 2019.

## Biographie
Il commence la course à pied vers l'âge de 10 ans mais ne commence la compétition qu'après avoir fini ses études.
Il connaît ses premiers succès en semi-marathon à Wellington en 2009, puis au semi-marathon Chris Hoy à Édimbourg en 2010. Cette année, il remporte également le Frank Duffy 10 mile à Dublin.
En 2014, il tente de se qualifier pour le marathon des Jeux du Commonwealth de 2014. Il court le marathon de Londres en 2 h 27 min 48 s et rate les qualifications. Déçu, il s'essaie à d'autres disciplines et remporte les championnats d'Écosse de trail. Il décide de réorienter sa carrière en course en montagne et décroche la dixième place aux championnats d'Europe de course en montagne 2014 à Gap et remporte la médaille d'argent par équipes avec Robbie Simpson et Tom Addison. Il décroche également son premier titre national à Sedbergh.
En 2015, il remporte la course de montagne du Ratitovec et la troisième place à la montée du Grand Ballon. Il remporte ensuite suffisamment de points pour remporter la Coupe du monde de course en montagne 2015. Aux championnats du monde, il termine sixième et décroche la médaille de bronze par équipes.
Il termine quatrième aux championnats d'Europe de course en montagne 2016 à Arco et remporte la médaille de bronze par équipes.
En 2019, il est décidé à remporter une seconde fois la Coupe du monde de course en montagne et prend part à toutes les courses du calendrier. Il s'impose sur les deux premières manches, la Short-Race du Lac d'Annecy et la Broken Arrow Skyrace à Squaw Valley en Californie. Il remporte aisément la Coupe du monde 2019. Lors des championnats d'Europe de course en montagne à Zermatt, il termine neuvième et permet au Royaume-Uni de remporter l'or au classement par équipes. Le 21 septembre, il remporte son quatrième titre de champion de Grande-Bretagne de course en montagne à Llanberis.

## Palmarès

### Route/cross
| Année | Compétition                   | Lieu       | Place | Épreuve       | Performance    |
| ----- | ----------------------------- | ---------- | ----- | ------------- | -------------- |
| 2009  | Semi-marathon de Wellington   | Wellington | 1er   | Semi-marathon | 1 h 9 min 15 s |
| 2010  | Semi-marathon d'Inverness     | Inverness  | 2e    | Semi-marathon | 1 h 8 min 45 s |
| 2010  | Semi-marathon Chris Hoy       | Édimbourg  | 1er   | Semi-marathon | 1 h 7 min 37 s |
| 2010  | Semi-marathon de Stockholm    | Stockholm  | 3e    | Semi-marathon | 1 h 6 min 40 s |
| 2010  | Frank Duffy 10 Mile           | Dublin     | 1er   | 10 miles      | 50 min 53 s    |
| 2011  | Semi-marathon d'Inverness     | Inverness  | 1er   | Semi-marathon | 1 h 7 min 53 s |
| 2011  | Semi-marathon d'Édimbourg     | Édimbourg  | 1er   | Semi-marathon | 1 h 6 min 49 s |
| 2012  | Great Edinburgh Cross Country | Édimbourg  | 2e    | Cross-country | 20 min 31 s    |
| 2012  | Semi-marathon d'Inverness     | Inverness  | 3e    | Semi-marathon | 1 h 7 min 10 s |
| 2012  | Semi-marathon de Petit Belt   | Petit Belt | 3e    | Semi-marathon | 1 h 5 min 56 s |
| 2013  | Semi-marathon de Haddington   | Haddington | 1er   | Semi-marathon | 1 h 8 min 22 s |
| 2014  | Semi-marathon d'Inverness     | Inverness  | 3e    | Semi-marathon | 1 h 8 min 25 s |
| 2014  | Frank Duffy 10 Mile           | Dublin     | 1er   | 10 miles      | 49 min 56 s    |
| 2016  | Semi-marathon d'Inverness     | Inverness  | 1er   | Semi-marathon | 1 h 5 min 39 s |
| 2016  | Semi-marathon de Petit Belt   | Petit Belt | 3e    | Semi-marathon | 1 h 9 min 1 s  |
| 2017  | Great Edinburgh 10            | Édimbourg  | 2e    | 10 miles      | 50 min 41 s    |

### Course en montagne
| no  | masculin           | Course                                                                     | Longueur | Départ            | Temps           |
| --- | ------------------ | -------------------------------------------------------------------------- | -------- | ----------------- | --------------- |
| 1re | Médaille d'or      | Championnats d'Écosse de trail                                             | 15 km    | 17 mai 2014       | 46 min 46 s     |
| 10e | 10e                | Championnats d'Europe de course en montagne                                | 12,8 km  | 12 juillet 2014   | 58 min 42 s     |
| 1re | Médaille d'or      | Championnats de Grande-Bretagne de course en montagne                      |          | 9 août 2014       | 47 min 25 s     |
| 1re | Médaille d'or      | Course de montagne du Ratitovec                                            | 12,1 km  | 7 juin 2015       | 1 h 1 min 40 s  |
| 3e  | Médaille de bronze | Montée du Grand Ballon                                                     | 13,5 km  | 14 juin 2015      | 1 h 1 min 3 s   |
| 5e  | 5e                 | Championnats d'Europe de course en montagne                                | 11,85 km | 4 juillet 2015    | 1 h 3 min 32 s  |
| 2e  | Médaille d'argent  | Championnats de Grande-Bretagne de course en montagne                      | 12,3 km  | 22 août 2015      | 49 min 39 s     |
| 6e  | 6e                 | Championnats du monde de course en montagne                                | 13 km    | 19 septembre 2015 | 51 min 18 s     |
| 3e  | Médaille de bronze | Montée du Grand Ballon                                                     | 13,2 km  | 12 juin 2016      | 1 h 1 min 32 s  |
| 4e  | 4e                 | Championnats d'Europe de course en montagne                                | 12,31 km | 2 juillet 2016    | 54 min 32 s     |
| 1re | Médaille d'or      | Championnats de Grande-Bretagne de course en montagne                      | 11,3 km  | 30 juillet 2016   | 54 min 9 s      |
| 2e  | Médaille d'argent  | Fletta Trail                                                               | 21 km    | 7 août 2016       | 1 h 27 min 48 s |
| 3e  | Médaille de bronze | Course de Šmarna Gora                                                      | 10 km    | 1er octobre 2016  | 42 min 52 s     |
| 1re | Médaille d'or      | Championnats de Grande-Bretagne de course en montagne                      | 11,3 km  | 4 juin 2017       | 52 min 36 s     |
| 7e  | 7e                 | Championnats d'Europe de course en montagne                                | 12 km    | 8 juillet 2017    | 1 h 4 min 51 s  |
| 8e  | 8e                 | Championnats du monde de course en montagne                                | 13 km    | 30 juillet 2017   | 57 min 32 s     |
| 5e  | 5e                 | Championnats d'Europe de course en montagne                                | 11 km    | 1er juillet 2018  | 48 min 14 s     |
| 8e  | 8e                 | Sierre-Zinal                                                               | 31 km    | 12 août 2018      | 2 h 38 min 14 s |
| 1re | Médaille d'or      | Trophée Nasego                                                             | 20,6 km  | 19 mai 2019       | 1 h 35 min 36 s |
| 1re | Médaille d'or      | Short-Race du Lac d'Annecy                                                 | 16 km    | 24 mai 2019       | 1 h 15 min 10 s |
| 1re | Médaille d'or      | Broken Arrow Skyrace                                                       | 26 km    | 21 juin 2019      | 1 h 56 min 31 s |
| 9e  | 9e                 | Championnats d'Europe de course en montagne                                | 10,1 km  | 7 juillet 2019    | 55 min 0 s      |
| 1re | Médaille d'or      | Course du Snowdon                                                          | 15,35 km | 20 juillet 2019   | 1 h 4 min 4 s   |
| 6e  | 6e                 | Sierre-Zinal                                                               | 31 km    | 11 août 2019      | 2 h 34 min 56 s |
| 1re | Médaille d'or      | Championnats de Grande-Bretagne de course en montagne                      | 12,5 km  | 21 septembre 2019 | 52 min 32 s     |
| 7e  | 7e                 | Championnats du monde de course en montagne                                | 14,7 km  | 15 novembre 2019  | 1 h 6 min 22 s  |
| 1re | Médaille d'or      | Championnats de Grande-Bretagne de course en montagne - montée et descente | 11,3 km  | 11 septembre 2022 | 43 min 18 s     |
| 3e  | Médaille de bronze | Course du Snowdon                                                          | 11,26 km | 15 juillet 2023   | 39 min 33 s     |

## Records
| Épreuve       | Performance     | Date              | Lieu      |
| ------------- | --------------- | ----------------- | --------- |
| 10 kilomètres | 29 min 46 s     | 19 septembre 2010 | Stirling  |
| 10 miles      | 49 min 56 s     | 23 août 2014      | Dublin    |
| Semi-marathon | 1 h 5 min 38 s  | 14 février 2016   | Barcelone |
| Marathon      | 2 h 25 min 47 s | 29 octobre 2012   | Dublin    |